# Diego Forlán
Diego Martín Forlán Corazzo (wym. [ˈdjeɣo foɾˈlan]; ur. 19 maja 1979 w Montevideo) – urugwajski piłkarz który grał na pozycji napastnika, najlepszy piłkarz Mistrzostw Świata 2010. W sezonie 2011–2012 był zawodnikiem Interu Mediolan. Później przez dwa lata występował w Internacional Porto Alegre. Obecnie trener urugwajskiego klubu CA Atenas.

## Kariera klubowa

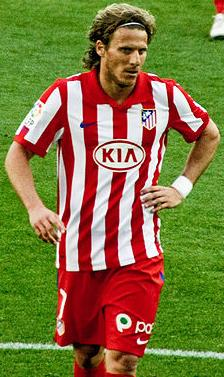

Swoją karierę piłkarską Diego Forlán zaczynał w CA Independiente w 1998 roku. Grał w tym zespole przez 4 sezony. Rozegrał w nim 80 spotkań, strzelając przy tym 37 goli. W styczniu 2002 roku za 6,9 miliona funtów przeszedł do Manchesteru United. Swój debiut zaliczył 29 stycznia 2002 roku w meczu z Boltonem. Swojego pierwszego gola strzelił dopiero w 18 sierpnia 2002 roku w meczu z Maccabi Hajfa. Forlán strzelał bramki, które czasami przesądzały o zwycięstwie jego drużyny, za co był ceniony w klubie, choć strzelał ich mało. W 2004 roku (gdy, do klubu z Manchesteru przybył Wayne Rooney) zabrakło dla niego miejsca w składzie i latem 2004 roku przeszedł na zasadzie wolnego transferu do hiszpańskiego Villarreal CF. W pierwszym swoim sezonie Forlán strzelił dla swojego nowego klubu 25 goli i został królem strzelców ligi hiszpańskiej. Razem z Thierrym Henrym zdobył tytuł Złotego Buta w Europie. 30 czerwca 2007 r. przeszedł do Atlético Madryt za 21 mln euro. W sezonie 2008/09 również zdobył Złoty But oraz tytuł króla strzelców ligi. Strzelił wówczas 32 bramki.
W finałowym meczu Ligi Europy 2009/2010 z Fulham zdobył dwa gole (w 32. i 116. minucie), a Atlético Madryt wygrało 2:1.
Latem 2011 roku przeszedł z Atletico do Interu Mediolan za około 5 mln euro. W swoim pierwszym meczu w nowym klubie Forlán strzelił gola w 93 minucie, jednak Inter ostatecznie przegrał z US Palermo. Po zakończeniu sezonu Forlan rozwiązał kontrakt za porozumieniem stron. Sezon w barwach "Nazzurich" Urugwajczyk nie mógł zaliczyć do udanego. 6 lipca 2012 roku przeniósł się na zasadzie wolnego transferu do brazylijskiego Internacional Porto Alegre, z którym podpisał trzyletni kontrakt.
W 2014 roku wiele mówiło się o jego powrocie do Premier League, lecz ostatecznie Forlan podpisał atrakcyjny 1,5 roczny kontrakt z japońskim Cerezo Osaka.
W dniu 10 lipca 2015 r. Forlán podpisał umowę na 18 miesięcy z jego klubem z dzieciństwa – Peñarol. Potem przeniósł się do indyjskiego klubu Mumbai City FC w rozgrywkach Indian Super League.

## Kariera reprezentacyjna
Diego Forlán rozegrał w reprezentacji swojego kraju 107 spotkań, strzelając 36 bramek. Zagrał na MŚ w 2002 roku w meczu z Senegalem, gdzie strzelił jedną bramkę. Debiutował kilkanaście dni wcześniej w meczu z Arabią Saudyjską.
W czasie MŚ w 2010 roku zdobył pięć bramek, w tym jedną z rzutu karnego. Dzięki swojej grze na tym turnieju został uhonorowany nagrodą dla najlepszego piłkarza Mistrzostw Świata, czyli Złotą Piłką. Został również królem strzelców tej imprezy, jak i trzej inni piłkarze: Thomas Müller, David Villa oraz Wesley Sneijder.
Na Copa América 2011 doprowadził swój zespół do finału z Paragwajem, w którym zdobył 2 bramki, pieczętując piętnasty tytuł mistrzów Ameryki Południowej, dzięki któremu Urugwaj stał się liderem wszech czasów tych rozgrywek. Podczas tego turnieju Forlán został także rekordzistą Urugwaju pod względem liczby występów w reprezentacji oraz zrównał się w liczbie strzelonych goli z dotychczasowym rekordzistą Héctorem Scarone. 11 października 2011 w meczu z Paragwajem strzelił swoją 32 bramkę dla reprezentacji, stając się tym samym samodzielnym rekordzistą wszech czasów swojej reprezentacji. 20 czerwca 2013 na Pucharze Konfederacji w Brazylii zaliczył swój setny występ dla reprezentacji w meczu z Nigerią. W tym samym spotkaniu strzelił bramkę, która dała zwycięstwo Urugwajowi.

## Kariera trenerska
20 grudnia 2019 r. urugwajski klub Peñarol, ogłosił, że ich nowym trenerem zostanie Diego Forlán.

## Życie rodzinne
Forlán pochodzi z rodziny piłkarskiej. Jego ojciec Pablo Forlán był uczestnikiem MŚ w 1974 roku w barwach Urugwaju, a jego dziadek ze strony matki Juan Carlos Corazzo był zawodnikiem CA Independiente. Wszyscy trzej wygrywali turniej Copa America: dziadek jako trener Urugwaju dwukrotnie w 1959 i 1967, ojciec jako zawodnik również w 1967. Diego zdobył mistrzostwo Ameryki Południowej w 2011.

## Osiągnięcia

### Manchester United
- Mistrzostwo Anglii: 2002/03
- Puchar Anglii: 2003/04
- Tarcza Wspólnoty: 2003

### Villarreal
- Puchar Intertoto: 2004

### Atlético Madryt
- Liga Europy: 2009/10
- Superpuchar Europy: 2010

### Internacional
- Mistrzostwo stanu Rio Grande do Sul: 2013

### Peñarol
- Mistrzostwo Urugwaju: 2015/16

### Kitchee
- Mistrzostwo Hongkongu: 2017/18

### Reprezentacyjne
- Copa América: 2011
- 3. miejsce na Copa América: 2004

### Indywidualne
- MVP mistrzostw świata: 2010
- Król strzelców mistrzostw świata: 2010
- Król strzelców Primera División: 2004/05, 2008/09
- Złota Piłka mistrzostw świata: 2010
- Europejski Złoty But: 2005, 2009
- Trofeo EFE: 2005
- Drużyna marzeń mistrzostw świata: 2010
- Król strzelców Campeonato Gaúcho: 2013

### Odznaczenia
- Krzyż Oficerski Orderu Izabeli Katolickiej (Hiszpania): 2011